# Collinsia linearis
Collinsia linearis är en grobladsväxtart som beskrevs av Asa Gray. Collinsia linearis ingår i släktet collinsior, och familjen grobladsväxter. Inga underarter finns listade i Catalogue of Life.